# Сурвину-Инвуд, Кристиана
Кристиана Сурвину-Инвуд (греч. Χριστιάνα Σουρβίνου ; 26 февраля 1945 — 19 мая 2007) — британская (родом из Греции) исследовательница древнегреческой религии, специалист по эллинистической культуре, писательница.

## Биография
Родилась в Волосе, Греция, в 1945 году, но выросла на острове Корфу. Получила образование в Афинском университете с 1962 по 1966 год, где специализировалась в истории и археологии, была ученицей греческого доисторического археолога Спиридона Маринатоса; После получения диплома с отличием по классике начала исследования в области микенологии в Риме, опубликовав свою первую статью с прочтением одной из табличек линейного письма Б из Кносса в 1968 году.
Краткое время была замужем за известным исследователем минойской цивилизации Ж.-П. Оливье, с которым рассталась в конце 1960-х.
Переехала в Великобританию в 1969 году, где поступила в докторантуру Оксфордского университета. С 1971 г. замужем за философом Майклом Инвудом (1944-2021), специалистом по немецкой философии. В 1973 г. защитила в Оксфорде докторскую диссертацию по минойским и микенским верованиям в загробную жизнь. Впоследствии она работала преподавателем классической археологии в Ливерпуле (1976-78), старшим научным сотрудником в Университетском колледже Оксфорда (1990-95) и лектором по классической литературы в Университете Рединга (1995-98).

## Карьера и влияние
После своего первоначального интереса к минойской и микенской Греции Сурвину-Инвуд перешла к изучению архаической и классической Греции, в частности греческой религии, используя данные из самых разных источников, включая материальную культуру и иконографию, а также литературные тексты, мифологию и ритуальные практики. По словам коллеги, «она хотела, чтобы ученые отказались от модных предположений» и «читали древние тексты глазами читателей того времени»; она настаивала на необходимости исключить анахроничные современные предположения из изучения древнего мира, чтобы реконструировать представления, верования и идеологии людей в древнем мире. Влияние К. Сурвину-Инвуд испытала на себя Джоан Бретон Коннелли.

### Модель «полис-религия»
Одной из самых влиятельных работ Сурвину-Инвуд была её разработка модели «полис-религия», которая продемонстрировала, как древнегреческий город (полис) контролировал религиозную жизнь. Первоначально это было исследовано в двух статьях, озаглавленных «Что такое полисная религия?» и «Дальнейшие аспекты полисной религии»; первая была охарактеризована как «бесспорно самая влиятельная статья о греческой религии за последние 25 лет».

## Писательница и поэтесса
Закончив преподавательскую деятельность в 1988 году, Сурвину-Инвуд начала писать детективные романы, действие которых происходило в Древней Греции, с участием жрицы в роли детектива; романы были основаны на её исследованиях. Также недавно был опубликован сборник стихов, написанных во время учёбы в бакалавриате.

## Избранная библиография
- Theseus as Son and Stepson: A Tentative Illustration of Greek Mythological Mentality (1979); ISBN 0900587393
- Studies in Girls' Transitions: Aspects of the Arkteia and Age Representation in Attic Iconography (1988)
- «Reading» Greek Culture: Texts and Images, Rituals and Myths (1991); ISBN 0-19-814750-3[7]
- «Reading» Greek Death: To the End of the Classical Period (1995); ISBN 019814976X
- «What is Polis Religion?» and «Further Aspects of Polis Religion» in Oxford Readings in Greek Religion (edited by Richard Buxton 2000)
- Tragedy and Athenian Religion (2003); ISBN 0739104004
- Athenian Myths and Festivals: Aglauros, Erechtheus, Plynteria, Panathenaia, Dionysia (posthumously edited and published by Robert Parker 2011); ISBN 9780199592074

## Романы
- Самое классическое убийство (англ. Murder Most Classical, 2007, только этот роман был опубликован под псевдонимом Кристана Элфвуд); ISBN 978-1843863571
- Убийство в городе Дионисия (англ. Murder at the City Dionysia, 2008); ISBN 978-1843864745
- Убийство возле святилища (англ. Murder near the Sanctuary, 2008); ISBN 978-1843864752